# Witold Czartoryski
Witold Leon Czartoryski (ur. 10 lutego 1864 w Weinhaus (Wiedeń), zm. 4 września 1945 w Makowie Podhalańskim) – polski książę i członek austriackiej Izby Panów, senator I i II kadencji w II RP.

## Życiorys
Urodził się w pałacu Czartoryskich Weinhaus (inaczej zwanym Czartoryski-Schlössel), leżącym na terenie Wiednia. Ukończył Gimnazjum Państwowe w Jarosławiu, rok studiów filozoficznych i 3 lata Akademii Rolniczej w Wiedniu. Właściciel i zarządca klucza pełkińskiego nad Sanem (tartaki, cegielnie, stadniny koni) oraz Konarzewa (poznańskie) i Bielin (podkarpackie). Od 1903 roku członek zarządu cukrowni w Przeworsku, prezes spółki wodnej łańcucko-jarosławskiej. Zakładał ochronki i szkoły wiejskie, prowadził fundusz emerytalny, łożył na utrzymanie 17 parafii rzymsko- i greckokatolickich. Radny Rady powiatu jarosławskiego (1891–1918) w tym prezes Rady (1898–1904, 1910–1913) i wiceprezes (1906–1910). Członek i działacz Galicyjskiego Towarzystwa Gospodarskiego, członek jego Komitetu (27 czerwca 1894 – 30 czerwca 1900, 18 czerwca 1903 – 10 czerwca 1906) wiceprezes (30 czerwca 1900 – 18 czerwca 1903 i 10 czerwca 1906 – 24 czerwca 1910) oraz prezes (24 czerwca 1910 – 20 czerwca 1914).
W 1906 roku był założycielem Towarzystwa Kółek Ziemian, przekształconego (po 1918 roku) w Związek Ziemian. Poseł do Sejmu Galicyjskiego (1908–1914): prezes klubu „Środka”, członek komisji rolnej i szkolnej. Od 1913 roku dziedziczny członek w austriackiej Izby Panów w Wiedniu. W 1914 roku jako przedstawiciel Centrum Konstytucyjnego był członkiem sekcji wschodniej Naczelnego Komitetu Narodowego. Członek Szwajcarskiego Komitetu Generalnego Pomocy Ofiarom Wojny. Uczestnik konferencji założycielskiej Komitetu Narodowego Polskiego z siedzibą w Paryżu.
W 1918 roku mianowany przez Radę Regencyjną komisarzem dla Galicji, czego nie uznała galicyjska Polska Komisja Likwidacyjna. W 1922 roku posiadał majątki ziemskie o powierzchni 18 140 ha. Senator RP I kadencji w latach 1922–1927 i II kadencji w 1930. Członek zarządu Biblioteki Polskiej w Paryżu, działacz TSL i Towarzystwa Uniwersytetów Ludowych, członek komisji egzaminacyjnej Akademii Rolniczej w Dublanach i Studium Rolniczego w Krakowie, prezes Wyższych Kursów Ziemiańskich we Lwowie (tzw. Kursy Turnaua). Wiceprezes Centralnej Organizacji Stowarzyszeń Rolniczych w Warszawie. 
Od 1928 był członkiem Rady Naczelnej i Komitetu Politycznego Stronnictwa Narodowego. 
W maju 1931 został wyróżniony godnością członka honorowego Towarzystwo Szkoły Ludowej.
Współwydawca „Rzeczypospolitej” i „Warszawianki”, uczestnik Akcji Katolickiej i członek Sodalicji Mariańskiej. W czasie II wojny światowej pozostał na skrawku majątku Pełkinie, który opuścił w 1944 roku i zamieszkał u syna Stanisława w Makowie Podhalańskim. Autor publikacji Park dworski w Pełkiniach, Kilka słów o przycinaniu i leczeniu chirurgicznym drzew... (1929). Współpracownik „Rolnika” (1908), „Gazety Narodowej” (1912), „Hodowcy”, „Jeźdźca” i innych. 
Zmarł 4 września 1945 w Makowie Podhalańskim.

## Rodzina
21 lutego 1889 roku książę Witold poślubił Jadwigę Dzieduszycką (ur. 2 marca 1867, zm. 12 lipca 1941 we Lwowie), córkę Włodzimierza Dzieduszyckiego. Czartoryscy mieli dwanaścioro dzieci, tj. trzy córki i dziewięciu synów:
- Maria Anna (ur. 23 lutego 1890, zm. 21 czerwca 1981)
- Anna Maria (ur. 18 kwietnia 1891, zm. 23 maja 1951)
- Kazimierz Jerzy (ur. 7 sierpnia 1892, zm. 24 maja 1936)
- Jerzy Piotr (ur. 23 lutego 1894, zm. 2 sierpnia 1969)
- Włodzimierz Alfons (ur. 3 listopada 1895, zm. 2 października 1975)
- Jan Franciszek (ur. 19 lutego 1897, zm. 6 września 1944)
- Roman Jacek (ur. 21 listopada 1898, zm. 24 października 1958)
- Stanisław Ignacy (ur. 26 stycznia 1902, zm. 9 sierpnia 1982)
- Elżbieta (ur. 9 września 1904, zm. 21 września 1904)
- Adam Michał (ur. 16 stycznia 1906, zm. 11 czerwca 1998)
- Witold Tadeusz (ur. 8 lutego 1908, zm. 17 maja 1945)
- Piotr Michał (ur. 1 września 1909, zm. 17 grudnia 1993)

Atmosfera domu była przesiąknięta głęboką wiarą; książę Witold i księżna Jadwiga należeli do Sodalicji Mariańskiej. Rodzice świadomie starali się wychowywać w wierze swe dzieci, co zaowocował w przyszłości m.in. tym, że dwaj bracia Jana zostali księżmi diecezjalnymi, a siostra wizytką.